# Zamek w Goli Dzierżoniowskiej
Zamek w Goli Dzierżoniowskiej (niem. Schloss Guhlau) – zabytkowy zamek wybudowany w 1580 roku przez Leonarda von Rohnau w niewielkiej wsi, Gola Dzierżoniowska, w gminie Niemcza, w powiecie dzierżoniowskim, w województwie dolnośląskim, 45 km na południe od Wrocławia.

## Historia

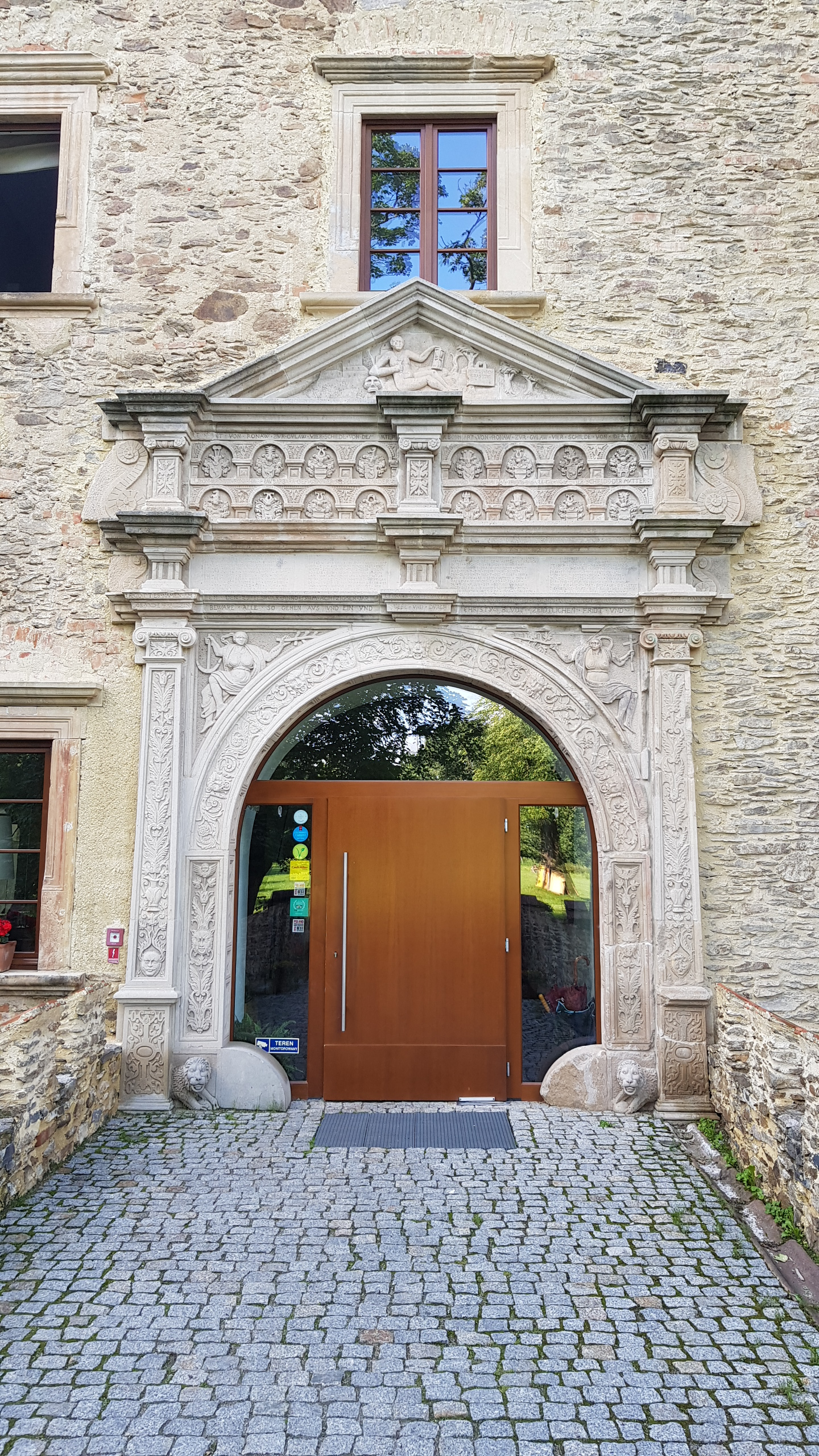
Portal z herbami

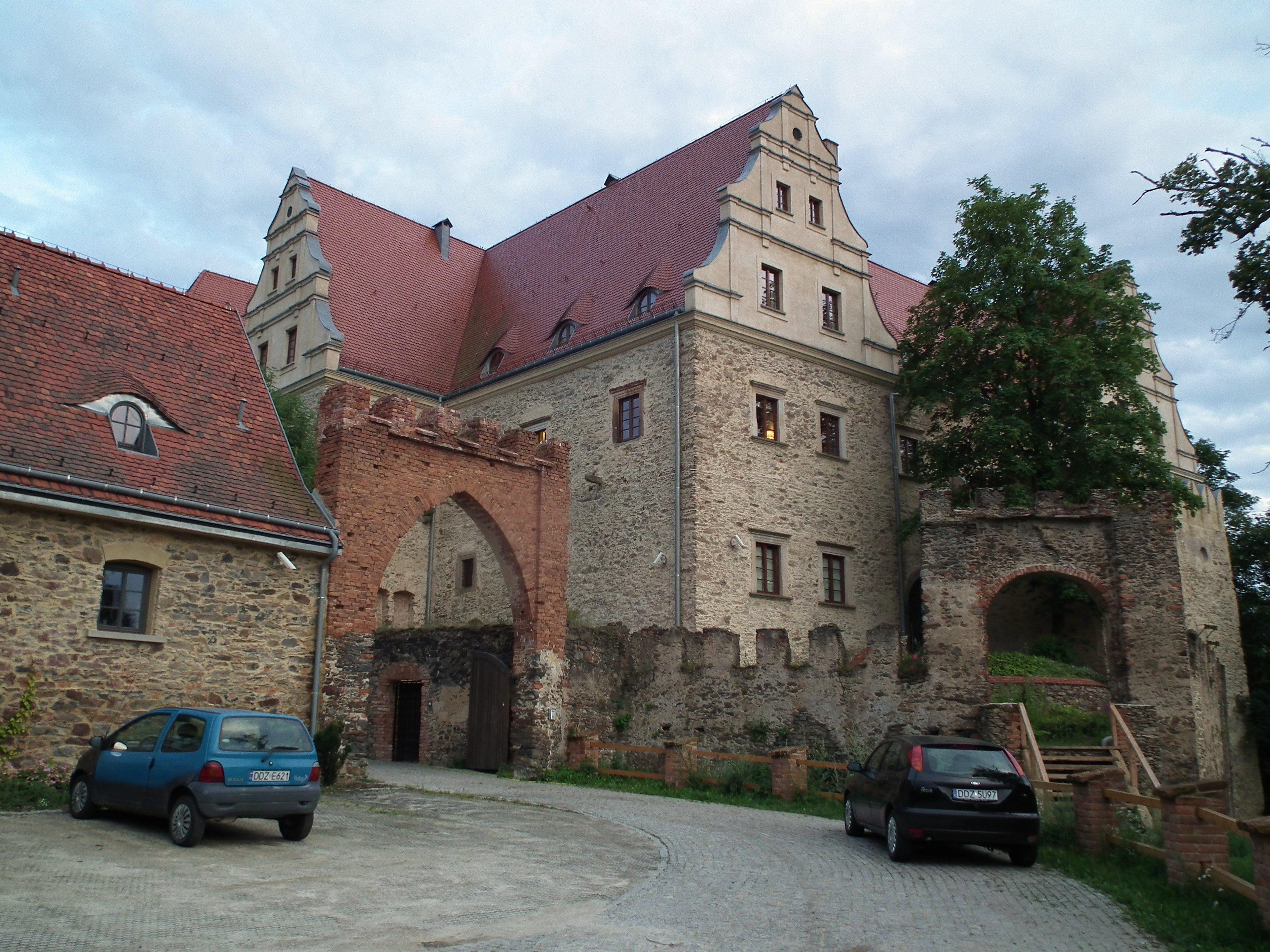
Hotel po remoncie

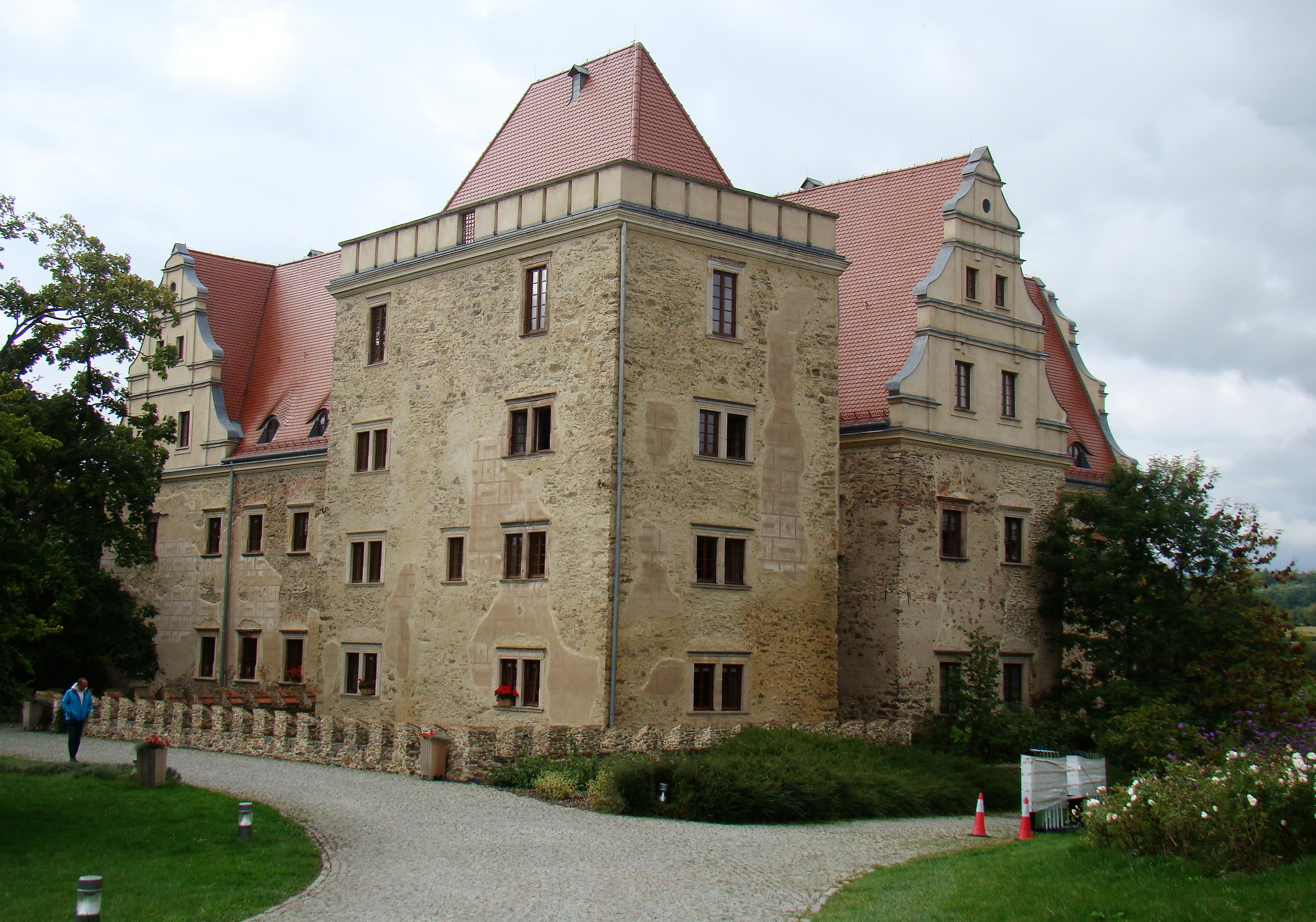
Zamek

Zamek został wzniesiony przez Leonarda von Rohnau w 1580 roku. Jego fundamenty są w całości oparte na granitowej skale. Istnieją jednak zapisy świadczące o tym, iż miejsce to było zamieszkane już około 1000 roku.
Pierwotny, renesansowy gmach zamku, powstały w latach 1600–1610, był przebudowywany i zmieniany do początku XVIII wieku. Zaniedbany i opuszczony, na przełomie XIX i XX wieku został odbudowany i odrestaurowany.
Podczas II wojny światowej zamek został w znacznym stopniu zniszczony. Jego ostatni właściciele, rodzina von Prittwitz und Gaffron, zostali zmuszeni do opuszczenia posiadłości, która przeszła pod zarząd ówczesnych władz polskich. Odtąd zamek stopniowo popadał w ruinę.
Park otaczający posiadłość został zdewastowany, ale obecnie zarówno zamek, jak i park są objęte całkowitą ochroną. Zamek w Goli jest szczególnie interesującym miejscem, jako jedna z najstarszych i największych renesansowych budowli zamkowych w okolicy.

## Architektura
Renesansowy zamek w Goli z dekoracjami sgraffitowymi i portalem zawierającym na fryzie heraldycznym herby rodów szlacheckich:
- górny rząd, od lewej, von: 1. Rohnau 2. Nassau 3. Reibnitz 4. Nimptsch 5. Senitz auf Rudelsdorf 6. Reibnitz, 7. Pfeil 8. Pogrell.
- dolny rząd, od lewej, von: 1. Gfug 2. Borwitz 3. Reibnitz 4. Brauchitsch 5. Eichholz 6. Wiese u. Kaiserswaldau 7. Reibnitz 8. Tunckel[4].

Obiekt wzniesiony na kamiennej skarpie w 1580 r. przez Leonarda von Rohnau – potwierdza to inskrypcja umieszczona nad głównym wejściem: „IN GOTTES NAMEN. DEN 23. FEBRVAR ANNO 15 IM ACHZIGSTEN IAR LEONARD VON ROHNAV DES BAUES ANFANG MACHT VND DIES IAR VNDERS DACH VORBARCHT: GOTT SEI DANK” („W imię Boga.
23 lutego 1580 roku Leonard von Rohnau rozpoczął budowę i dzięki Bogu przykrył ją dachem”) – najprawdopodobniej w miejscu wcześniejszej budowli średniowiecznej. Zamek średniowieczny miał charakter obronny, na co wskazuje stroma skarpa po stronie zachodniej, fosa po stronie wschodniej oraz podwójne kamienne mury otaczające gmach.
Zamek renesansowy zbudowano w formie czworoboku z wewnętrznym dziedzińcem. Na środku dziedzińca do tej pory rośnie 300-letnia lipa. Na początku XVII wieku do początkowej zabudowy dodano wieżę we wschodnim narożniku. Od tamtej pory kształt budynku pozostał niezmieniony.

## Herby

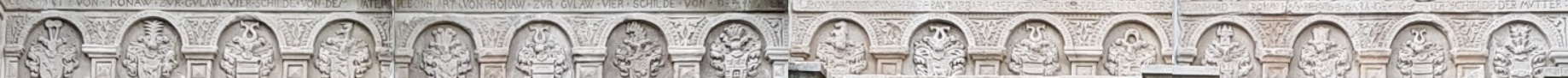
von Rohnau, von Nassau, von Reibnitz, von Nimptsch, von Senitz, von Reibnitz, von Pfeil, von Pogrel, von Gfug, von Borwitz, von Reibnitz, von Brauchitsch, von Eichholz, von Wiese, von Reibnitz, Tunkel

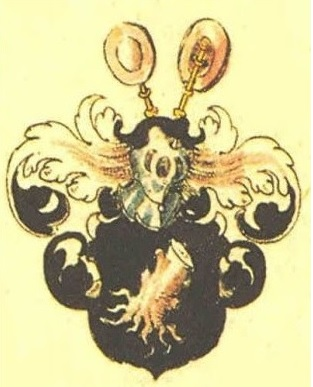
1. Rohnau
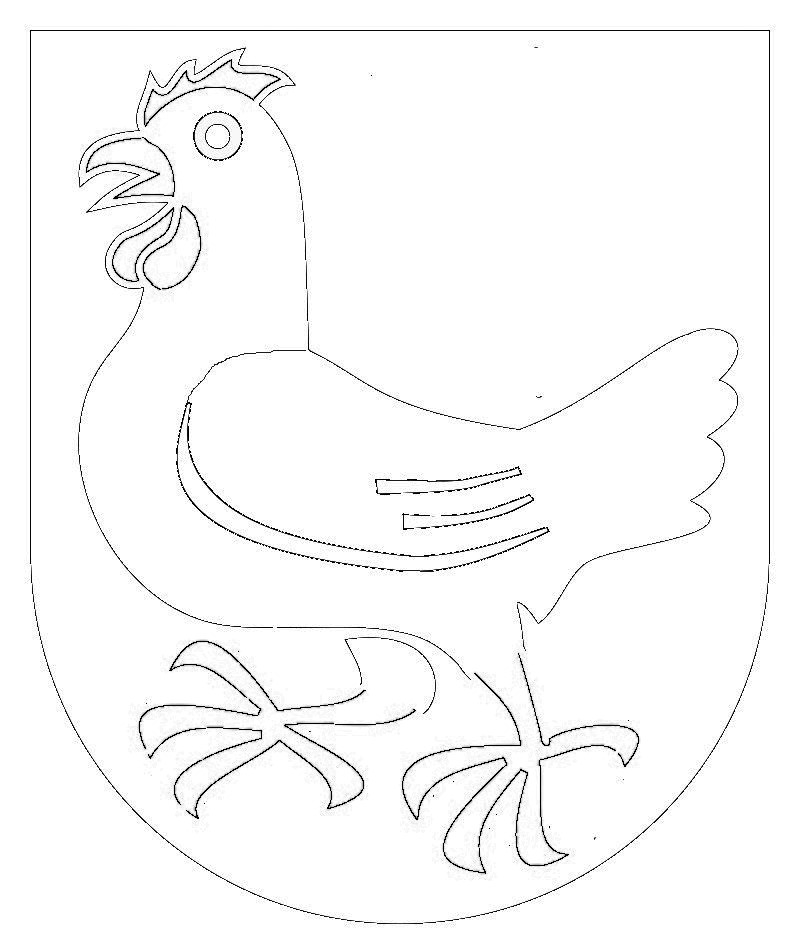
2. Nassau (tarcza)
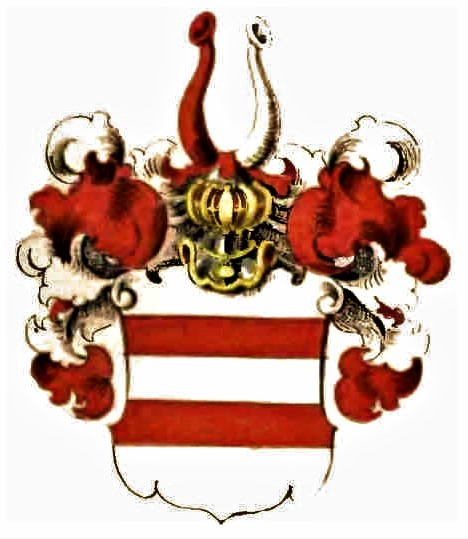
3.6.3.7. Reibnitz
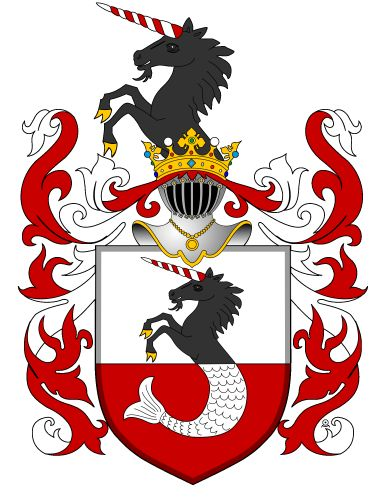
4. Nimptsch
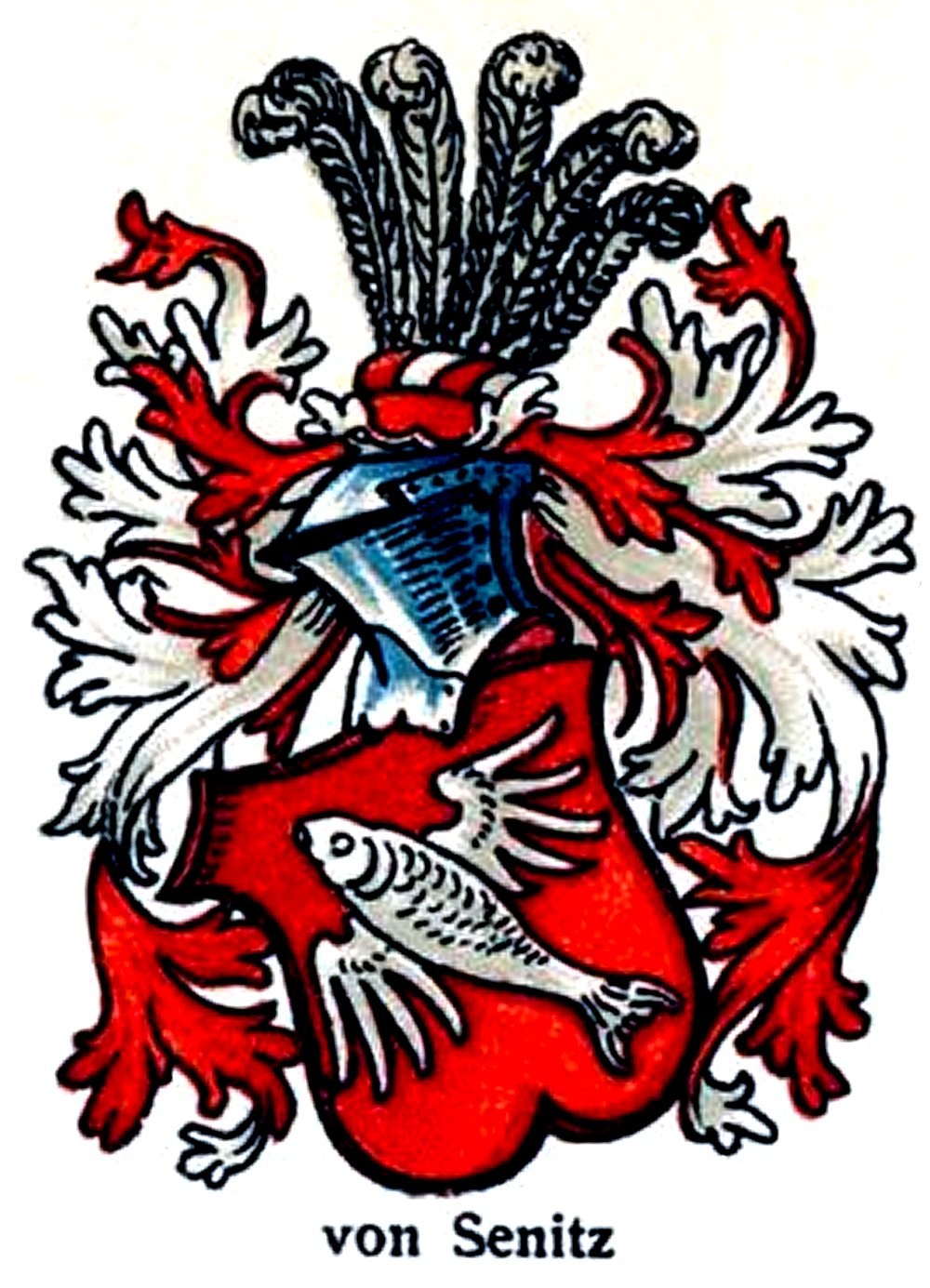
5. Senitz
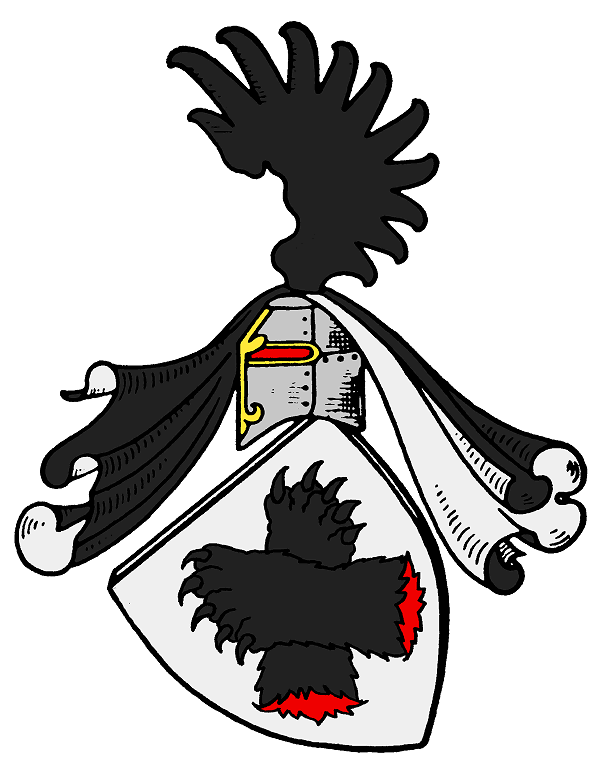
7. Pfeil
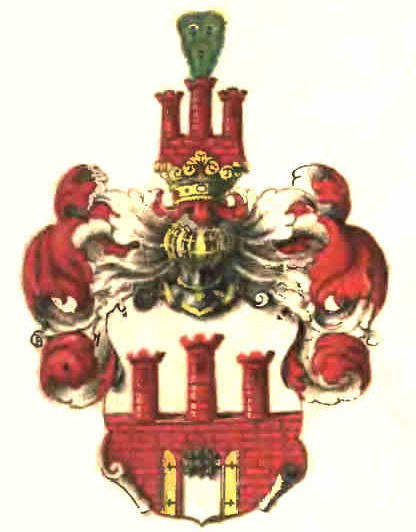
8. Pogrel
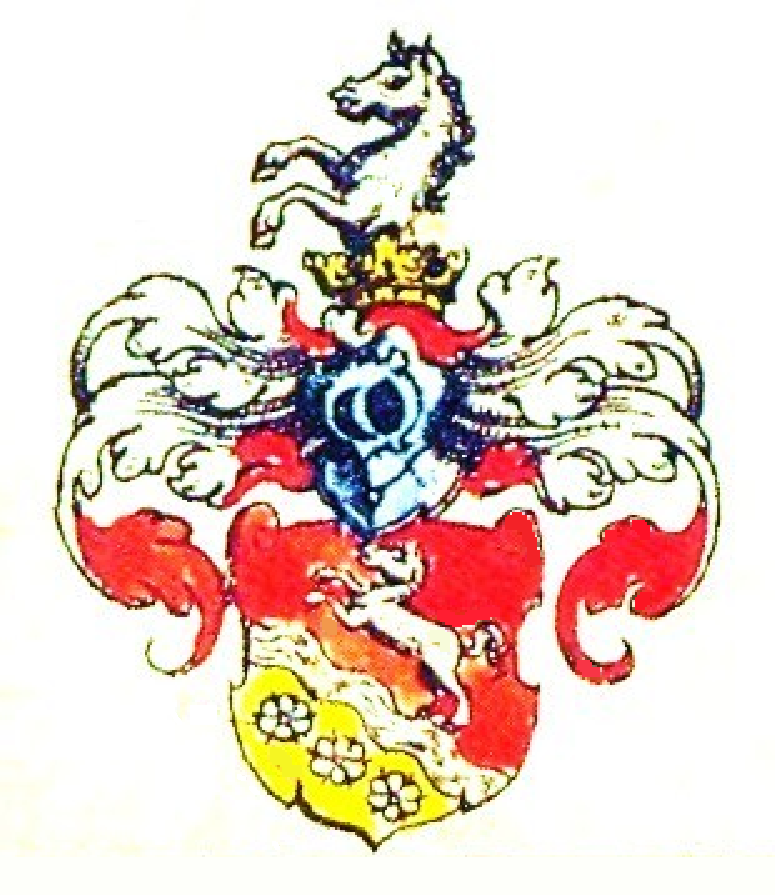
1. Gfug
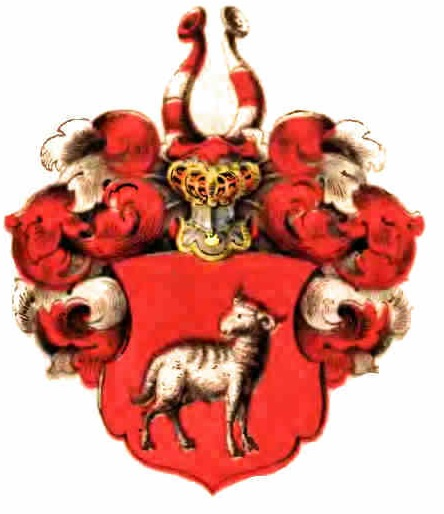
2. Borwitz
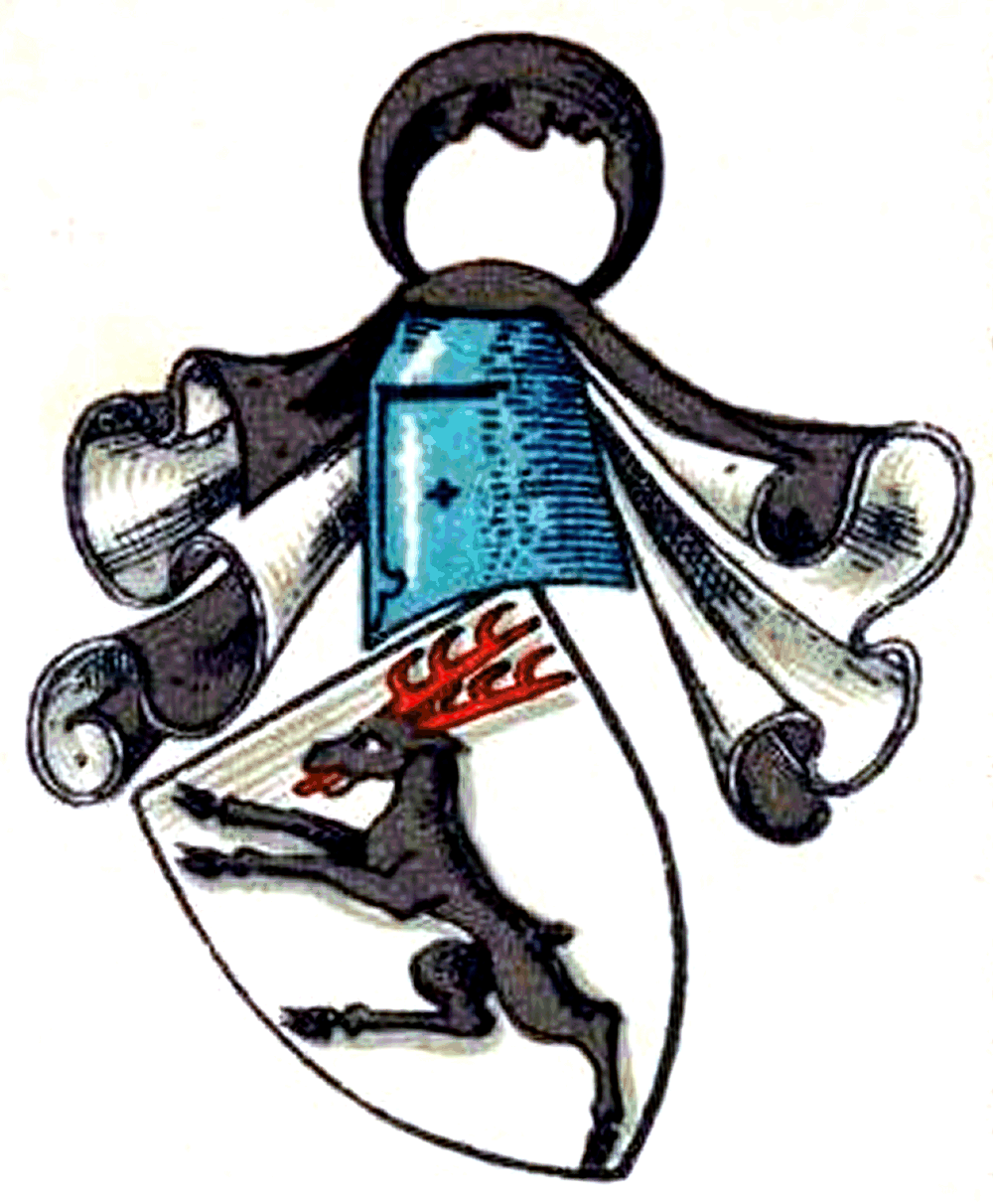
4. Brauchitsch
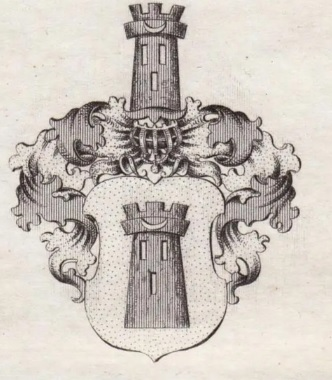
5. Eichholz
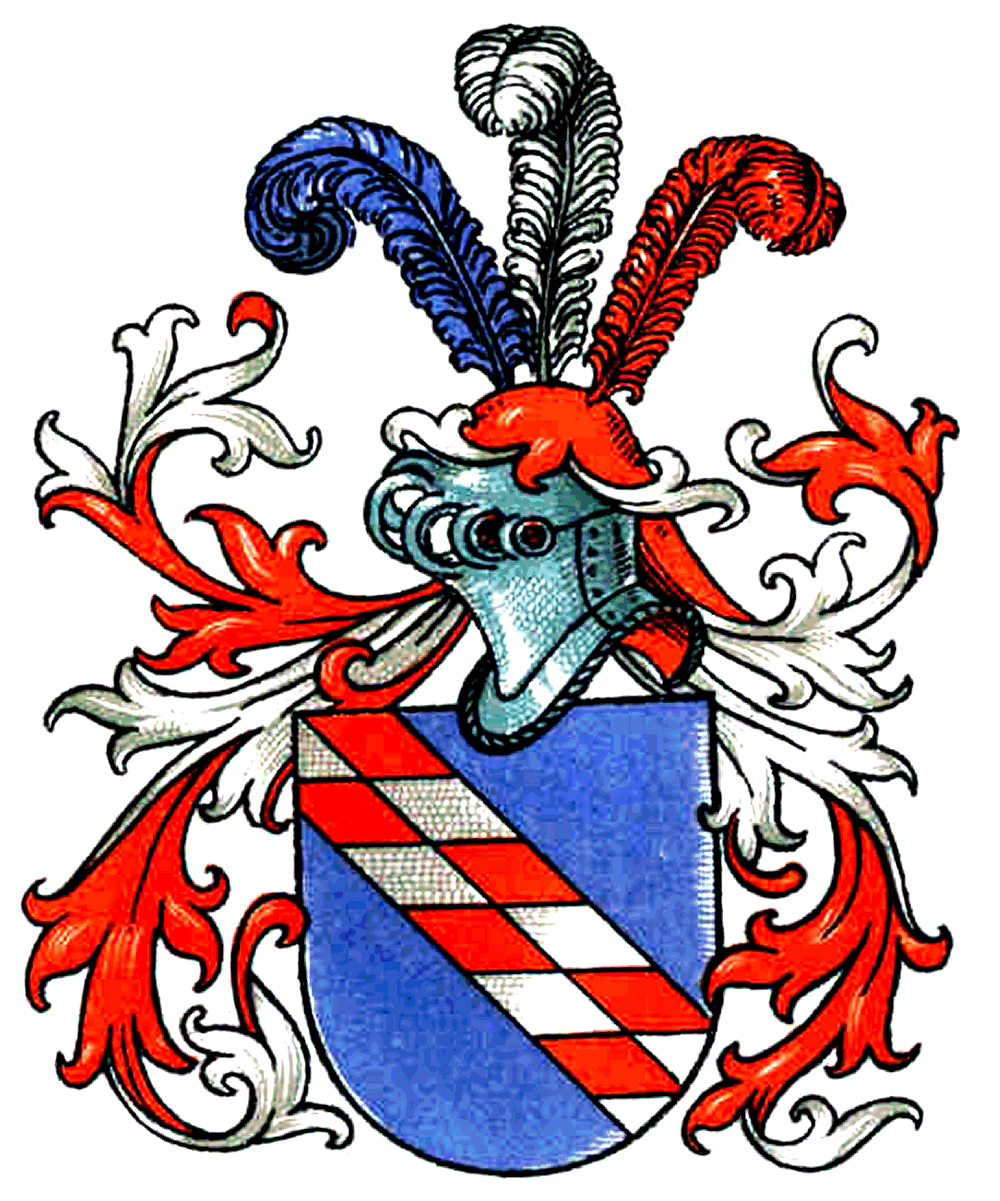
6. Wiese
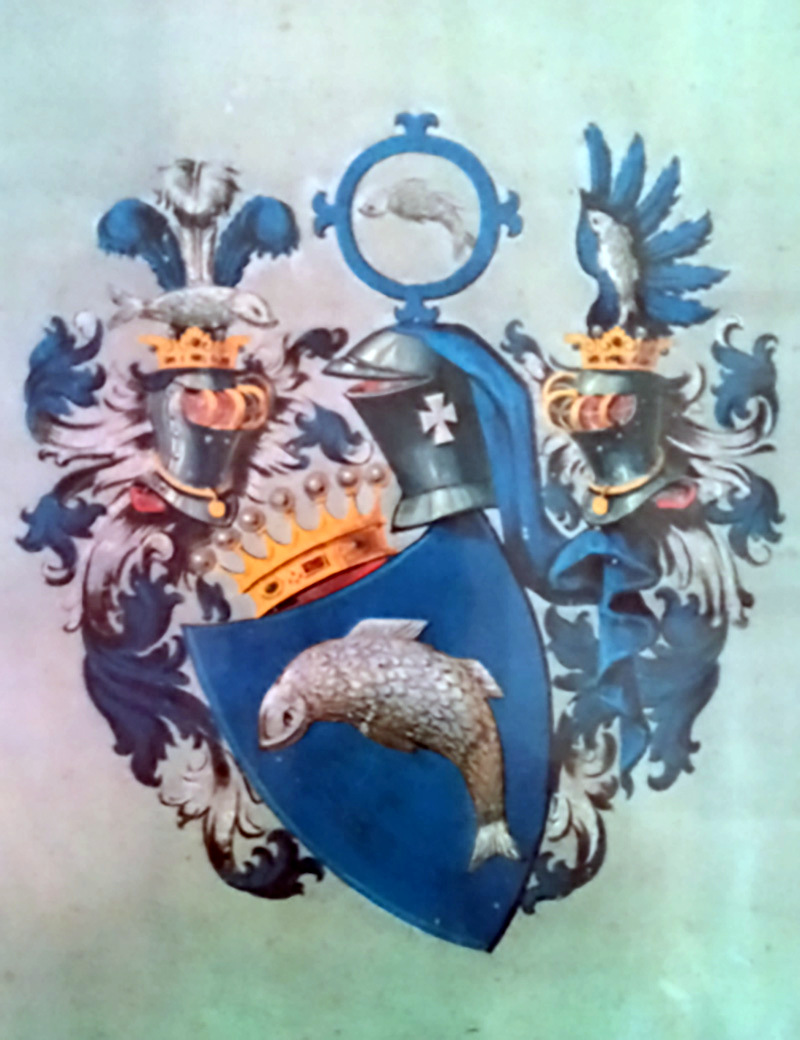
8. Tunkel

## Park
Park w Goli rozciąga się u stóp wzniesienia zamku. Na powierzchni 13 hektarów rośnie ponad 1600 drzew 36-ciu gatunków z całego świata. Kompleks parkowy nawadniany jest poprzez rozbudowany system wodny. Jego oś stanowi rzeka płynąca przez park, dostarczająca sukcesywnie wody do siedmiu stawów, znajdujących się również na terenie parku. Przez lata większość z nich została zarośnięta i zapuszczona, ale unikalna atmosfera wytwarzana przez kombinację stawów i zieleni nadal ma becenny wkład w piękno okolicznego krajobrazu.
W parku można znaleźć niespotykane bogactwo fauny i flory. Jego trzon stanowi stuletnia aleja bukowa, prowadząca od zamku poprzez park aż do „Uroczyska Siedmiu Stawów”.
Ostatnia inwentaryzacja flory w parku w Goli została przeprowadzona jesienią 2001 roku przez grupę w skład której wchodzili: Ewa Domaszewska, Artur Barcki i Cedric Gendaj.
Dokonano specyfikacji 1619 drzew, wśród których wyróżniono 36 różnych ich gatunków. Pełna wersja przeprowadzonej inwentaryzacji, zawierająca szczegółowy opis poszczególnych drzew znajduje się w pliku inwentaryzacja.zip (nazwy gatunków zaprezentowane są jedynie w języku polskim i łacińskim).

## Odbudowa
Od 2000 roku prowadzone były na Zamku w Goli intensywne prace mające na celu przywrócenie pierwotnych walorów obiektu. Prace te uzyskały w latach 2007–2008 wsparcie z Priorytetu 1 Programu „Dziedzictwo Kulturowe” Ministerstwa Kultury i Dziedzictwa Narodowego.

## Hotel, spa i restauracja
Od 2013 w zamku funkcjonuje hotel, spa i restauracja Uroczysko 7 Stawów.